# Trypeticus indicus
Trypeticus indicus är en skalbaggsart som beskrevs av Lewis 1893. Trypeticus indicus ingår i släktet Trypeticus och familjen stumpbaggar. Inga underarter finns listade i Catalogue of Life.